# Clavella pinguis
Clavella pinguis är en kräftdjursart som beskrevs av C. B. Wilson 1915. Clavella pinguis ingår i släktet Clavella och familjen Lernaeopodidae. Inga underarter finns listade i Catalogue of Life.